# Dôme Titan
Le dôme Titan  (88° 30′ S, 165° 00′ E) est un large dôme de glace sur le plateau polaire qui s'étend d'est en ouest et culmine à 3.100 m entre les Monts de la Reine Maud  et le Pôle Sud. Le dôme a été traversé la première fois en traineau par Shackleton, Amundsen et Scott dans leur expédition vers le pôle. Il fut décrit comme une large arête de neige. Il fut délimité par le programme de sondage aérien par écho radio SPRI-NFS-TUD entre 1967 et 1979. Il fut nommé d'après l'ordinateur Titan de l'Université de Cambridge en Grande-Bretagne, qui était utilisé pour traiter les tout premiers échos radio de cette partie de l'Antarctique.

## Source
- Cet article est basé sur l'United States Geological Survey gazetteer.